# Divergence (operátor)

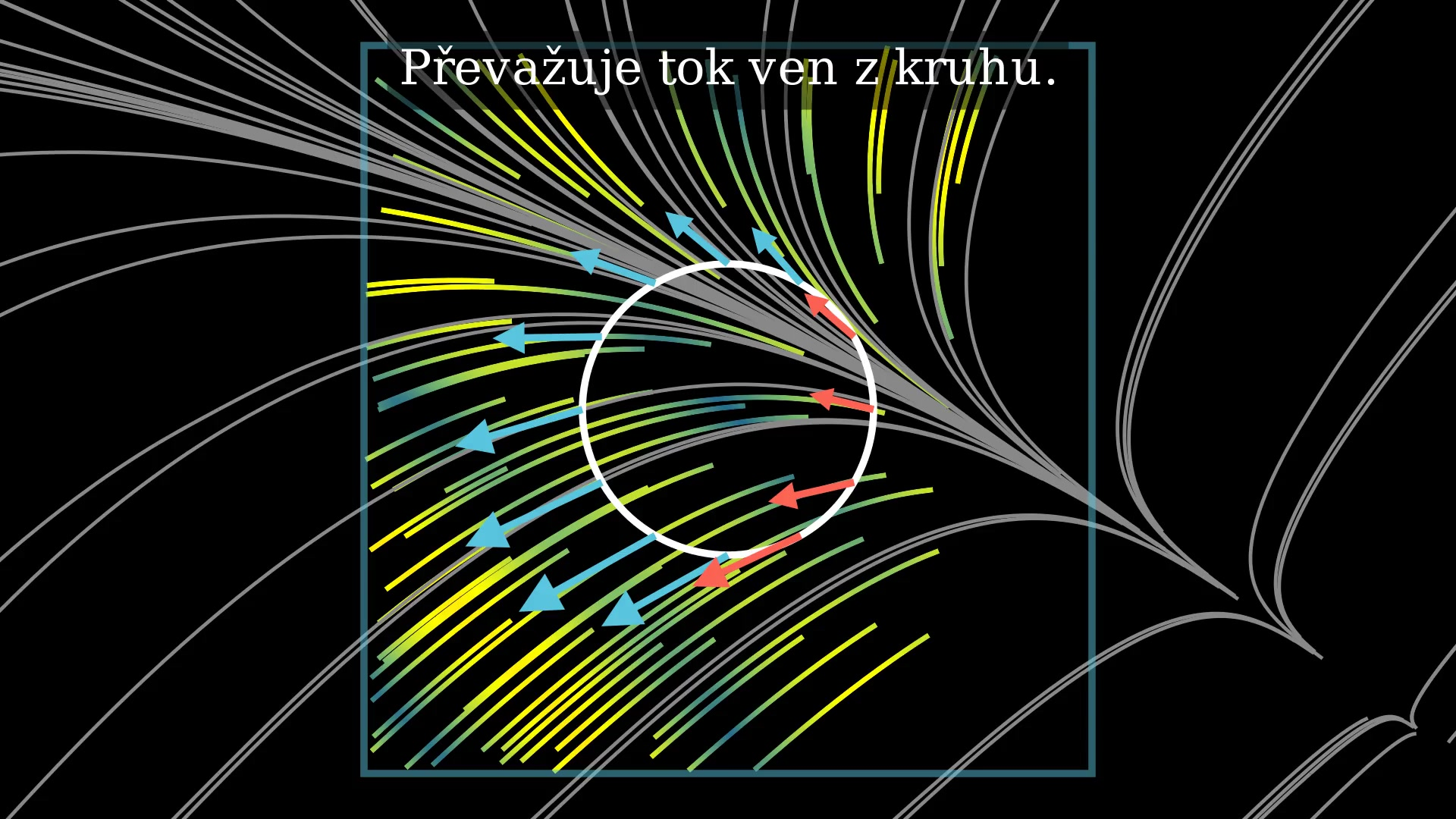
Vektorové pole na obrázku má kladnou divergenci, protože tok ven převažuje a tato vlastnost zůstane i po limitním stažení kruhu do bodu.

Divergence, řídčeji obrozenci nazývána zřídlovost (ze slova zřídlo – výraz pro pramen), je diferenciální operátor udávající, zda tok vyjádřený vektorovým polem v daném místě sílí či slábne a jak intenzivně.

## Definice

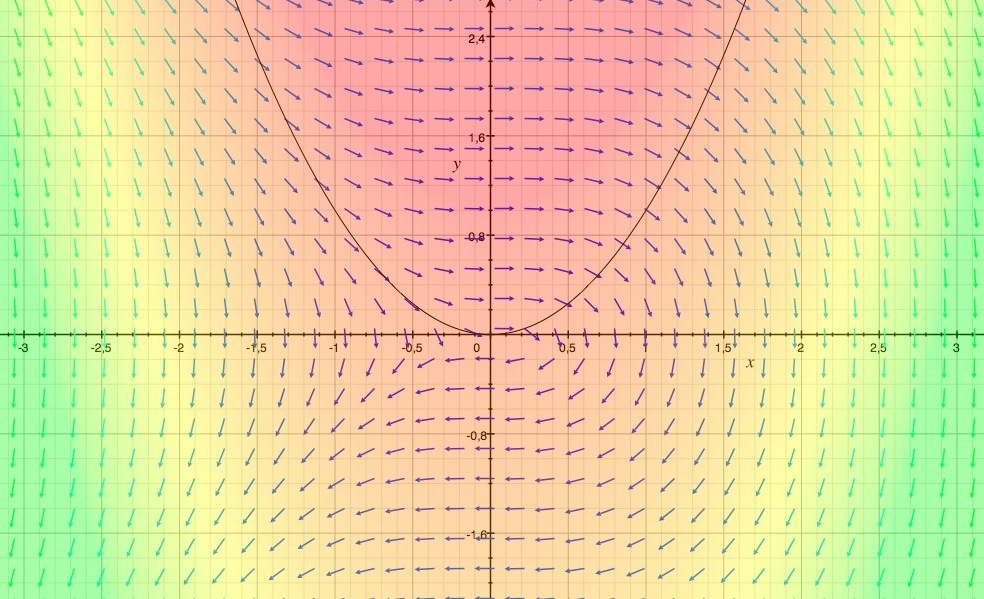
Příklad divergence vektorové funkce na ploše.

Operátor divergence je definován jako působení operátoru nabla prostřednictvím skalárního součinu na vektorovou funkci {\displaystyle \mathbf {F} :\mathbb {R} ^{3}\rightarrow \mathbb {R} ^{3}}:
{\displaystyle \operatorname {div} \,\mathbf {F} =\nabla \cdot \mathbf {F} ={\begin{bmatrix}{\partial  \over \partial x},&{\partial  \over \partial y},&{\partial  \over \partial z}\end{bmatrix}}{\begin{bmatrix}F_{x}\\F_{y}\\F_{z}\end{bmatrix}}={\frac {\partial F_{x}}{\partial x}}+{\frac {\partial F_{y}}{\partial y}}+{\frac {\partial F_{z}}{\partial z}}}
kde {\displaystyle \mathbf {F} ={\vec {\imath }}F_{x}+{\vec {\jmath }}F_{y}+{\vec {k}}F_{z}}, kde {\displaystyle F_{x},F_{y},F_{z}} jsou spojitě diferencovatelné funkce proměnných {\displaystyle x,y,z} a vektory {\displaystyle {\vec {\imath }},{\vec {\jmath }},{\vec {k}}} jsou vektory kanonické ortonormální báze 3rozměrného Eukleidovského prostoru ve směrech kartézských souřadných os {\displaystyle x,y,z}.
Operátor divergence se označuje {\displaystyle \mathrm {div} }. Pro výpočet divergence vektorového pole dvou proměnných formálně dodefinováváme třetí komponentu {\displaystyle F_{z}} nulovou.
Nabla je diferenciální operátor, značí se symbolem {\displaystyle \nabla } (tj. symbolem nabla, názvu hebrejského strunného nástroje podobného tvaru), jakožto notací pro zkrácený zápis. Svým diferenciálním charakterem působí operátor napravo (tedy na symboly stojící napravo od něj), přičemž se projevuje jeho vektorový charakter. Zcela výjimečně se lze setkat také s tím, že je operátor nabla označován jako Hamiltonův operátor, neboť jej jako první používal sir William Rowan Hamilton. Označení Hamiltonův operátor je však téměř výhradně používáno pro hamiltonián. To je operátor celkové energie v kvantové mechanice, který se od operátoru nabla zásadně liší.
V {\displaystyle n}-rozměrném prostoru lze operátor divergence vyjádřit působením operátoru nabla prostřednictvím skalárního součinu na vektor {\displaystyle \mathbf {F} =[F_{1},\ldots ,F_{n}]}:
{\displaystyle \operatorname {div} \mathbf {F} =\nabla \cdot \mathbf {F} ={\frac {\partial F_{1}}{\partial x_{1}}}+\cdots +{\frac {\partial F_{n}}{\partial x_{n}}}},
kde operátor nabla má tvar: {\displaystyle {\nabla }\equiv \left[{\frac {\partial }{\partial x_{1}}},\ldots ,{\frac {\partial }{\partial x_{n}}}\right]}.

## Vlastnosti
Jsou-li {\displaystyle \mathbf {F} }, {\displaystyle \mathbf {G} } vektorová pole, {\displaystyle f} skalární pole, {\displaystyle a}, {\displaystyle b} reálná čísla, potom operátor divergence splňuje následující rovnosti:
{\displaystyle \nabla \cdot (a\mathbf {F} +b\mathbf {G} )=a\;\nabla \cdot \mathbf {F} +b\;\nabla \cdot \mathbf {G} }
{\displaystyle \nabla \cdot (f\mathbf {F} )=\nabla f\cdot \mathbf {F} +f\;\nabla \cdot \mathbf {F} =\mathrm {grad} f\cdot \mathbf {F} +f\;\mathrm {div} \mathbf {F} }.
Pro divergenci vektorového součinu platí:
{\displaystyle \nabla \cdot (\mathbf {F} \times \mathbf {G} )=(\nabla \times \mathbf {F} )\cdot \mathbf {G} -\mathbf {F} \cdot (\nabla \times \mathbf {G} )=(\mathrm {rot} \,\mathbf {F} )\cdot \mathbf {G} -\mathbf {F} \cdot (\mathrm {rot} \,\mathbf {G} )},
kde {\displaystyle \nabla \times \mathbf {F} } je rotace {\displaystyle \mathbf {F} }.
Divergence rotace je rovna nule:
{\displaystyle \nabla \cdot (\nabla \times \mathbf {F} )=\mathrm {div} \,\mathrm {rot} \,\mathbf {F} =0}.

## Vyjádření v různých soustavách souřadnic
Je-li {\displaystyle \mathbf {F} } vektorové pole v daných souřadnicích, pak platí:
Ve válcových souřadnicích má operátor divergence tvar:
{\displaystyle \nabla \cdot \mathbf {F} ={1 \over r}{\partial (rF_{r}) \over \partial r}+{1 \over r}{\partial F_{\varphi } \over \partial \varphi }+{\partial F_{z} \over \partial z}}.
Ve sférických souřadnicích má operátor divergence tvar:
{\displaystyle \nabla \cdot \mathbf {F} ={1 \over r^{2}}{\partial (r^{2}F_{r}) \over \partial r}+{1 \over r\sin \theta }{\partial  \over \partial \theta }(F_{\theta }\sin \theta )+{1 \over r\sin \theta }{\partial F_{\varphi } \over \partial \varphi }}.
V obecných ortogonálních souřadnicích má divergence s využitím Laméových koeficientů {\displaystyle h_{1}},{\displaystyle h_{2}},{\displaystyle h_{3}} tvar:
{\displaystyle \nabla \cdot \mathbf {F} ={\frac {1}{h_{1}h_{2}h_{3}}}\left({\frac {\partial \left(h_{2}h_{3}F_{1}\right)}{\partial q_{1}}}+{\frac {\partial \left(h_{1}h_{3}F_{2}\right)}{\partial q_{2}}}+{\frac {\partial \left(h_{1}h_{2}F_{3}\right)}{\partial q_{3}}}\right)}.

## Zápis význačných vzorců pomocí operátoru nabla
Pro libovolná skalární pole {\displaystyle \varphi }, {\displaystyle \psi }, {\displaystyle f} a vektorová pole {\displaystyle \mathbf {A} }, {\displaystyle \mathbf {B} } platí následující početní operace:
{\displaystyle \nabla (\psi \varphi )=\psi \nabla \varphi +\varphi \nabla \psi }
{\displaystyle \nabla (\mathbf {A} \cdot \mathbf {B} )=(\mathbf {A} \cdot \nabla )\mathbf {B} +(\mathbf {B} \cdot \nabla )\mathbf {A} +\mathbf {A} \times (\nabla \times \mathbf {B} )+\mathbf {B} \times (\nabla \times \mathbf {A} )}
{\displaystyle \nabla f(r)={\frac {df}{dr}}{\frac {\mathbf {r} }{r}}}
{\displaystyle \nabla \cdot (\varphi \mathbf {A} )=\varphi \nabla \cdot \mathbf {A} +\mathbf {A} \cdot \nabla \varphi }
{\displaystyle \nabla \cdot (\mathbf {A} \times \mathbf {B} )=\mathbf {B} \cdot (\nabla \times \mathbf {A} )-\mathbf {A} \cdot (\nabla \times \mathbf {B} )}
{\displaystyle \nabla \cdot \nabla \varphi \equiv \Delta \varphi } (viz také Laplaceův operátor)
{\displaystyle \nabla \cdot (\nabla \times \mathbf {A} )=\mathbf {0} }
{\displaystyle \nabla \times \varphi \mathbf {A} =\varphi \nabla \times \mathbf {A} -\mathbf {A} \times \nabla \varphi }
{\displaystyle \nabla \times (\mathbf {A} \times \mathbf {B} )=(\mathbf {B} \nabla )\mathbf {A} -\mathbf {B} (\nabla \mathbf {A} )+\mathbf {A} (\nabla \mathbf {B} )-(\mathbf {A} \nabla )\mathbf {B} }
{\displaystyle \nabla \times \nabla \varphi =\mathbf {0} }
{\displaystyle \nabla \times (\nabla \times \mathbf {A} )=\nabla (\nabla \cdot \mathbf {A} )-\Delta \mathbf {A} }

## Souvislost s Laplaceovým operátorem
Platí, že operátor nabla na druhou funkce je Laplaceův operátor dané funkce:
{\displaystyle \Delta =\nabla \cdot \nabla =\nabla ^{2}={\partial ^{2} \over \partial x^{2}}+{\partial ^{2} \over \partial y^{2}}+{\partial ^{2} \over \partial z^{2}}}.
Toto má uplatnění například v matematické fyzice, objevuje se například v Poissonově rovnici, rovnici vedení tepla, vlnové rovnici a Schrödingerově rovnici.

## Užití
Je-li např. zkoumaným polem tok tepla, potom v případě stacionárního vedení tepla kladná divergence v daném bodě znamená, že v daném bodě vzniká teplo, záporná naopak, že v daném místě teplo zaniká.
V praktických aplikacích divergence figuruje v rovnici kontiniuty a používá se tak k modelování vedení tepla, difuze, proudění podzemní vody a obecně k matematickému modelování transportních dějů.
Ve vektorové analýze divergenci využívá Gaussova věta, která převádí výpočet toku vektorového pole uzavřenou plochou na výpočet integrálu divergence daného vektorového pole přes objem plochou uzavřený.
V tenzorové analýze se operátor nabla prokázal jako důležitý příklad kovariantního tenzoru.
Ve speciální teorii relativity se používá také analogie operátoru nabla pro čtyřvektory.